# Ernst Trapp
Ernst Trapp (* 21. September 1903 in Wesel; † 20. Mai 1989 ebenda) war ein deutscher Bauingenieur und Bauunternehmer.

## Leben
Ernst Trapp studierte Bauingenieurwesen an der Technischen Hochschule Berlin, wo er im Wintersemester 1924/1925 dem Corps Saxonia-Berlin beitrat. Erste berufliche Erfahrungen sammelte er beim Bau einer Hochgebirgsstraße über den Altimur-Pass in Afghanistan. Im Jahr 1930 wurde er an der Berliner Hochschule zum Dr.-Ing. promoviert.
Später trat er in das Bauunternehmen F. C. Trapp in Wesel ein, das von seinem Großvater Friedrich Carl Trapp 1872 gegründet und von seinem Vater Ernst Trapp deutschlandweit ausgebaut worden war. Mit den ersten Aufträgen 1950 aus dem Ausland beginnend formte Ernst Trapp eine internationale Bauunternehmung von Weltruhm, die von seinen Söhnen Friedrich Carl und Ernst Joachim fortgeführt wurde.
1983 verlieh ihm die RWTH Aachen ihre Ehrenbürgerwürde.
Zur Erinnerung an Ernst Trapp und das Bauunternehmen F. C. Trapp wird von der RWTH Aachen der F.-C.-Trapp-Preis verliehen. Die Gesellschaft von Freunden der TU Berlin verleiht den Dr.-Ing. Ernst Trapp Preis für herausragende Diplomarbeiten von Bau- und Wirtschaftsingenieuren der Technischen Universität Berlin.

## Schriften
- Ernst Trapp: Material-Prüfung von natürlichen Gesteinen für bautechnische Zwecke unter besonderer Berücksichtigung der Zähigkeit. Allgemeiner Industrie-Verlag, Berlin 1932.